# Hr.Ms. Willem van der Zaan (1991)
De Hr.Ms. Willem van der Zaan (F 829) was een Nederlands multipurpose fregat in dienst van de Koninklijke Marine. Het schip speelde een belangrijke rol bij diverse internationale operaties en drugsonderscheppingen. Het fregat is sinds 2006 uit Nederlandse dienst en is verkocht aan de Belgische marine waar het schip thans in dienst is als de Louise-Marie.

## Geschiedenis
Het schip was een fregat van de Karel Doormanklasse. De naam komt van de 17e-eeuwse Nederlandse schout-bij-nacht Willem van der Zaen. Net als alle andere schepen van de Karel Doormanklasse was de Willem van der Zaan gebouwd door de scheepswerf Koninklijke Schelde Groep uit Vlissingen. Het schip is in 1989 opgeleverd en in 1991 in dienst genomen. Op 22 december 2005 vond de tekening van de overeenkomst tot verkoop aan de Belgische marine plaats. Op 25 augustus 2006 nam de Nederlandse marine de Willem van der Zaan uit dienst, om hem over te dragen aan de Belgische marine, waar het in dienst is als de Louise-Marie.

## Taken
De Willem van der Zaan voer in 15 dienstjaren circa één miljoen zeemijlen. Enige van de taken die het heeft verricht:
- Assistentie bij het herstel van de democratie in Haïti in 1994;
- Hulpverlening na de orkaan Mitch aan Saba en orkaan George in Honduras in 1998;
- Patrouille in de Middellandse Zee bij de operatie Active Endeavour na de aanslagen op 11 september 2001;
- Anti-drugsacties in het gebied Nederlandse Antillen-Suriname, waarbij er met name veel cocaïne is onderschept.

## Afbeeldingen

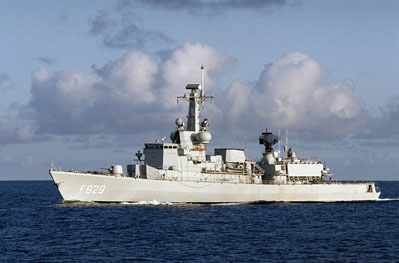
Bakboordzijde
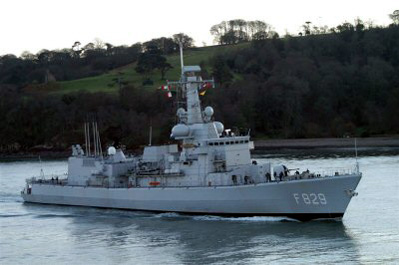
Stuurboordzijde
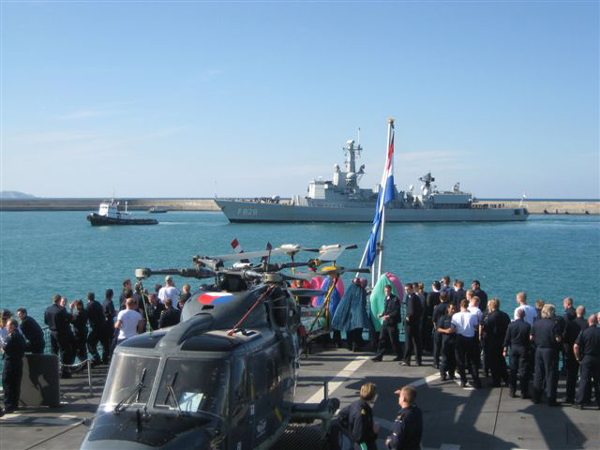
Zicht vanaf de Hr. Ms. Van Galen